# Ennemond Bonnefoy
Ennemond Bonnefoy ou Bonnefoi (en latin Enimundus Bonefidius) est un jurisconsulte français du XVIe siècle, né le 20 octobre 1536 à Chabeuil (près de Valence), mort le 8 février 1574[source insuffisante] à Genève[réf. nécessaire].
Juriste connaissant le latin, le grec et l'hébreu, il enseigna le droit à l'université de Valence, en même temps que Jacques Cujas, qui le tenait en très haute estime, et François Roaldès. Cette université était alors un grand centre de l'enseignement du droit. En 1570 arriva aussi à Valence Joseph Juste Scaliger, protestant comme Bonnefoy. Jacques-Auguste de Thou fut alors leur élève, et dans le paragraphe qu'il consacre à la mort de Bonnefoy dans son Histoire universelle (livre LIX, année 1574), il rend hommage à son ancien professeur. Au moment de la Saint-Barthélemy (fin août 1572), Bonnefoy (aidé par Cujas) et Scaliger s'enfuirent à Genève (en même temps que François Hotman). Admis à la bourgeoisie dans la république protestante, il y mourut au bout d'un an et demi, à l'âge de trente-huit ans.
Il s'est illustré par ses travaux sur le droit de l'Empire byzantin, dont il traduisit un grand nombre de textes en latin.

## Publications
- Τοῦ ἀνατολικοῦ νομίμου βιβλία γ' / Juris orientalis libri III, Genève-Paris, Henri Estienne, 1573.
- Justiniani imperatoris edicta ; Item Justini, Tiberii ac Leonis aliorumque imperatorum constitutiones, Anvers, Christophe Plantin, 1575.
- Justiniani imperatoris edicta ; Constitutiones aliquot Justiniani, Justini & Tiberii ex libro Juliani Antecessoris ; Imperatoris Leonis Augusti Novellæ constitutiones ; Imperatoriæ constitutiones seu Juris orientalis liber I. Canones sanctorum Apostolorum. Cum indice titulorum, Genève, Eustache Vignon, 1580.